# 2023 v Sloveniji
2023 v Sloveniji je pregledni članek o pomembnejših dogodkih leta 2023 na območju Republike Slovenije. Vlada Republike Slovenije je leto 2023 razglasila za leto Karla Destovnika - Kajuha, kot »poklon pesnikovi ustvarjalnosti in njegovi vlogi v kolektivni zavesti Slovencev«.

## Dogodki
- 1. januar:
  - z vstopom Hrvaške v schengensko območje je bilo ukinjenih 57 kopenskih mejnih prehodov v Sloveniji.[2]
  - v Ljubnem ob Saviniji se konča druga silvestrska turneja
- 16. januar – Ministrstvo Republike Slovenije za okolje in prostor izda okoljsko soglasje za podaljšanje obratovanja jedrske elektrarne Krško za obdobje dodatnih 20 let – do leta 2043.[3]
- 11.–21. februar – na Ptuju poteka 63. kurentovanje
- 17. februar – na Vrhniki se zgodi eksplozija v podjetju Hamex
- 22. februar–5. marec – Planica bo prvič gostila Svetovno prvenstvo v nordijskem smučanju.[4]
- 27. februar–12. marec – v celjskem ljudskem gledališču potekajo dnevi komedije
- 6. april – ustanovljen je Krajinski park Češeniške in Prevojske gmajne.[5]
- 28. maj – Primož Roglič kot prvi Slovenc osvoji Dirko po Italiji.[6]
- 6. junij – Slovenija je izvoljena za nestalno članico Varnostnega sveta Združenih narodov.[7]
- 14.–18. junij – po Sloveniji poteka 29. izvedba dirke po Sloveniji
- 15.–25. junij – Slovenija in Izrael gostita evropsko prvenstvo v košarki za ženske 2023, Slovenija se iz skupinskega kola ne prebije.[8]
- 8. julij – v Avditoriju Portorož so potekale Melodije morja in sonca 2023.
- 4. avgust – Slovenijo prizadanejo najhujše poplave v zgodovini države, prizadete je bilo dve tretjine države, skupna škoda ocenjena na 10 miljard evrov.[9]
- 9. september – potekal je izbor Popevke 2023
- 21. september – potekal je izbor Miss Slovenije 2023
- 27. oktober–3. november – posamezne dele Slovenije prizadene hujše neurje, najbolj prizadeta je Baška grapa
- 28. oktober – finale festivala slovenskega šansona

## Smrti
- 1. januar – Mako Sajko, slovenski scenarist in filmski režiser (* 1927)[10]
- 7. januar:
  - Andrej Kranjc, slovenski geograf (* 1943)
  - Janez Petkoš, slovenski gornik (* 1947)
- 9. januar – Zvonko Fazarinc, slovenski elektrotehnik in računalnikar (* 1928)[11]
- 12. januar – Matjaž Alič – Ramon, slovenski rock glasbenik (* 1978)[12]
- 15. januar – Silvo Fatur, slovenski pedagog (* 1935)[13]
- 2. februar – Franc Gašperšič, slovenski inženir gozdarstva (* 1932)[14]
- 3. februar – Bine Rogelj, slovenski smučarski skakalec (* 1929)[15]
- 24. februar – Anton Čeh, slovenski nogometaš (* 1943)[16][potreben boljši vir]
- 17. januar – Rudi Veršnik, slovenski politik in ekonomist (* 1950)[17]
- 12. marec – Alojz Cindrič, slovenski zgodovinar in sociolog (* 1955)[18]
- 24. marec – Marko Petkovšek, slovenski matematik (* 1955)[19]
- 3. april  –Tea Petrin, slovenska ekonomistka (* 1944)[20]
- 6. april – Igor Filipovič, slovenski operni pevec (* 1946)[21]
- 8. april – Lojze Marinček, slovenski gozdar (* 1932)[22]
- 13. april – Stanko Klinar, slovenski alpinist, anglist (* 1933)[23]
- 26. april – Drago Plešivčnik, slovenski kirurg (* 1929)[24]
- 6. maj – Ivan Bizjak, slovenski politik in varuh človekovih pravic (* 1956)[25]
- 7. maj – Boris Sket, slovenski zoolog (* 1936)[26]
- 11. maj – Dušan Petrač, slovenski fizik (* 1932)[27]
- 20. maj – Nada Praprotnik, slovenska botaničarka (* 1951)[28]
- 22. maj – Miran Erič, slovenski slikar (* 1959)[29]
- 19. maj – Mirko Ramovš, slovenski etnokoreolog (* 1935)
- 24. junij – Ema Prodnik, slovenska pevka (* 1941)[30]
- 28. junij – Janez Marolt, slovenski zgodovinar in teolog (* 1943)[31]
- 31. julij – Vika Gril, slovenska igralka (* 1924)[32]
- 8. avgust – Jože Kokole, slovenski bibliotekar (* 1937)[33]
- 19. avgust – Franc Kralj, slovenski teolog (* 1929)[34]
- 8. september – Sašo Hribar, slovenski satirik in radijski voditelj (* 1960)[35]
- 16. september – Ivan Kristan, slovenski pravnik (* 1930)[36]
- 20. september – Luka Pintar, slovenski zdravnik (* 1929)[37]
- 17. november – Anton Petje, slovenski igralec (* 1932)[38]
- 20. november – Filip Robar Dorin, slovenski režiser in scenarist (* 1940)[39]

### Neznan datum smrti
- januar – Peter Likar, slovenski novinar in publicist (* 1932)[40]
- januar – Janez Petkoš, slovenski pisatelj, pesnik in gornik (* 1947)[41]
- januar – Peter Likar, slovenski novinar in publicist (* 1932)[42][potreben boljši vir]
- januar – Silvo Fatur, slovenski literarni zgodovinar (* 1935)[43]
- januar – Alojzij Krapež, slovenski politik (* 1958)[44]
- marec – Miran Potrč, slovenski politik in pravnik (* 1938)[45]
- marec – Janez Gorišek, slovenski gradbenik in športni delavec (* 1933)[46]
- april – Božidar Gorjan, slovenski politik (* 1924)[47]
- april – Nada Morato, slovenska učiteljica (* 1927)[48]
- maj – Bojan Martinec, slovenski pisatelj (* 1954)
- maj – Tomaž Kržišnik, slovenski slikar (* 1943)[49]
- julij – Franc Farčnik, slovenski stomatolog (* 1934)[50]
- julij – Sergej Kapus, slovenski slikar (* 1950)[51]
- september – Pavel Brglez, slovenski gospodarstvenik (* 1939)[52]
- september – Jože Jensterle, slovenski pesnik (* 1929)
- oktober – Avgust Ipavec, slovenski skladatelj in duhovnik (* 1940)[53]
- oktober – Pavel Ferluga, italijanski slikar slovenskega rodu (* 1936)
- oktober – Janez Jerovšek, slovenski sociolog (* 1929)[54]
- november – Franc Hvasti, slovenski kolesar (* 1944)[55]
- november – Vasilij Polič, slovenski pravnik, pisatelj, igralec, glasbenik in športnik (* 1940)[56]
- Jože Falout, slovenski hornist (* 1934)[57]
- Ljubomir Črepinšek, slovenski fizik in šahist (* 1936)